# Tiger Shroff
 (mai 2019).
Si vous disposez d'ouvrages ou d'articles de référence ou si vous connaissez des sites web de qualité traitant du thème abordé ici, merci de compléter l'article en donnant les références utiles à sa vérifiabilité et en les liant à la section « Notes et références ».
Jai Hemant "Tiger" Shroff (né le 2 mars 1990 à Bombay) est un acteur indien, artiste martial et cascadeur, qui travaille dans des films hindis.

## Biographie

### Jeunesse
Tiger Shroff est né le 2 mars 1990 de l'acteur Jackie Shroff et de la productrice Ayesha Dutt. Il a changé son nom en Tiger quand il a fait ses débuts dans le cinéma. Il est l'aîné de deux frères et sœurs; sa sœur Krishna Shroff a trois ans de moins. 
De son côté paternel, il est d'ascendance gujaratie et turkmène et de son côté maternel, il est d'origine bengalie et belge. Tiger Shroff est un pieux hindou dévot de Shiva (shivaïte) attribuant son physique à la bénédiction de ce dernier, et lui vouant un jeûne tous les lundis ainsi qu'à chaque fête de Mahashivaratri. Il a fait sa scolarité à l'American School of Bombay.
En 2014, il a reçu une ceinture noire honorifique du cinquième degré en Taekwondo.

Depuis son plus jeune âge, le hobby principal de Shroff est la danse, et il admire les formes de danse breakdance, popping et verrouillage. Il note Michael Jackson comme son inspiration et dit qu'il aimerait une confrontation avec Hrithik Roshan, Varun Dhawan et Chris Brown.

### Carrière
En juin 2012, Shroff a été signé par le producteur Sajid Nadiadwala pour faire ses débuts au cinéma avec la comédie romantique d'action de Sabbir Khan Heropanti, qui a été produite sous la bannière Nadiadwala Nadiadwala Grandson Entertainment. En préparation pour le rôle, il a suivi une formation de flexibilité sous Ziley Mawai. Sorti en 2014, Heropanti a suscité des réactions défavorables de la part des critiques mais a émergé comme un succès commercial avec des revenus de 726 millions de ₹ (10 millions de dollars US) dans le monde entier. Pour sa performance, Shroff a reçu des critiques principalement mitigées à positives, les critiques faisant principalement l'éloge des compétences en danse et de la capacité à effectuer des cascades onéreuses. Taran Adarsh de Bollywood Hungama a apprécié sa performance, affirmant que "Tiger enregistre un impact dans plusieurs séquences" et qu'il "marque des points de brownie en action et en cascades". Adarsh a également ajouté que "pour une première fois, il dégage une confiance suprême",  tandis que Subhash K. Jha l'a félicité pour sa polyvalence, disant "qu'il émote, il danse et oui, il peut se battre". Cependant, Sweta Kaushal de Hindustan Times n'était pas d'accord, qualifiant ses "dialogues de forcés" et déclarant "ses expressions ne font rien dans une situation donnée". Bien qu'il ait qualifié sa performance de "peu convaincante", Kaushal a qualifié ses séquences d'action "d'admirables" et a dit qu'il était un "grand danseur".En outre, Anupama Chopra, tout en notant qu'il a des qualités de star et une "présence d'écran très solide", a qualifié sa livraison de dialogue de "désactivée". La représentation de Shroff lui a valu le Screen Award du meilleur premier rôle masculin et le prix IIFA du meilleur débutant de l'année - masculin, en plus d'une nomination pour le meilleur premier rôle masculin aux 60th Filmfare Awards.
En 2016, Shroff a retravaillé avec Nadiadwala et Sabbir Khan dans le thriller d'action Baaghi, à propos d'une paire d'amants rebelles dans le contexte d'une école d'arts martiaux. Le film, mettant en vedette Shraddha Kapoor et Sudheer Babu, s'est avéré être un succès critique et commercial avec des recettes mondiales de 1,26 milliard de livres sterling (18 millions de dollars américains). Bollywood Hungama a fait l'éloge de ses séquences d'action, en disant: "L'action que Tiger a réalisée sans utiliser de double corps est un plaisir à voir." Un Flying Jatt, en face de Jacqueline Fernandez. Produit par Balaji Motion Pictures, le film a reçu des critiques positives mais n'a pas réalisé de performance au box-office avec un total de 520 millions de ₹ (7,3 millions de dollars) contre un budget de 450 millions de ₹ (6,3 millions de dollars). L'année suivante, Shroff apparaît en face de Nidhhi Agerwal dans le film de danse de Sabbir Khan Munna Michael (2017). Le film et sa performance ont reçu une attention négative et le film était une déception commerciale totalisant 310 millions de livres sterling (4,3 millions de dollars américains) en Inde.
En 2018, Shroff a joué dans le thriller d'action Baaghi 2, une suite de Baaghi bien qu'il ait raconté une histoire différente et ait eu deux autres nouveaux changements - Ahmed Khan en tant que réalisateur (en remplacement de Sabbir Khan) et Disha Patani en tant que lead féminin (en remplacement de Shraddha Kapoor Produit à nouveau par Nadiadwala Grandson Entertainment, le film mettait en vedette Shroff en tant qu'officier de l'armée. Ses performances et ses séquences d'action lui ont valu des éloges, et le film est apparu comme l'un des films de Bollywood les plus rentables de l'année avec une recette brute de 2,53 milliards de livres sterling (35 millions de dollars) au box-office.
Tiger Shroff est ensuite apparu dans le drame pour adolescents de Punit Malhotra, Student of the Year 2 (2019). Produit par Karan Johar sous la bannière Dharma Productions, c'était une suite de l'étudiant de l'année de Johar (2012) et a vu Shroff dépeindre un étudiant qui participe à un championnat scolaire annuel. Rajeev Masand de News18 a qualifié sa performance de "force singulière du film". Pendant ce temps, Ronak Kotecha du Times of India est d'accord en disant que "Tiger Shroff porte à peu près le film sur ses épaules bien toniques". Le film n'a pas eu de succès au box-office.
En octobre 2019, Tiger Shroff a joué dans le thriller d'action de Siddharth Anand aux côtés de Hrithik Roshan. Le film était le film de Bollywood le plus rentable de l'année 2019 et se classe comme sa sortie la plus rentable en février 2020. En mars 2020, il a joué dans le troisième épisode de la franchise Baaghi intitulé Baaghi 3, où il a retrouvé Shraddha Kapoor. Il n'a pas réussi  sur le plan commercial car les théâtres ont été fermés en raison de la pandémie de COVID-19.
Le prochain film de Tiger Shroff sera Heropanti 2, une suite d'Heropanti qui est réalisé par Ahmed Khan et qui sortira le 16 juillet 2021, ce qui marquerait la troisième collaboration entre Shroff et Khan après Baaghi 2 et Baaghi 3. Tiger Shroff a également confirmé son apparition dans le remake de la franchise hollywoodienne Rambo, qui sera réalisé par Siddharth Anand. Ce sera la deuxième collaboration entre Shroff et Siddharth Anand.

## Filmographie
- 2014 : Heropanti
- 2016 : Baaghi
- 2016 : A Flying Jatt
- 2017 : Munna Michael
- 2018 : Baaghi 2: Le rebelle
- 2019 : Student of the Year 2
- 2019 : War
- 2020 : Baaghi 3
- 2022 : Heropanti 2